# Sukmajaya (Tajur Halang)
Sukmajaya is een bestuurslaag in het regentschap Bogor van de provincie West-Java, Indonesië. Sukmajaya telt 7968 inwoners (volkstelling 2010).